# Didier Flamand
Didier Flamand (12 de marzo de 1947) es un actor y director de teatro francés. Ha aparecido en más de 200 películas y programas de televisión desde 1973. Protagonizó la película de Raúl Ruiz de 1978 La vocación suspendida.

## Teatro
| Año     | Título                          | Autor                                    | Director        | notas                          |
| ------- | ------------------------------- | ---------------------------------------- | --------------- | ------------------------------ |
| 1977    | Prends bien garde aux zeppelins | Didier Flamand                           | Didier Flamand  |                                |
| 1977    | La Colline                      | Colins                                   | Didier Flamand  | Théâtre des Bouffes du Nord    |
| 1978    | Ecce Homo ?                     | Didier Flamand                           | Didier Flamand  |                                |
| 1980    | Prometheus Bound                | Aeschylus                                | André Engel     | National Theatre of Strasbourg |
| 1981    | Prends bien garde aux zeppelins | Didier Flamand                           | Didier Flamand  |                                |
| 1982    | Société 1                       | Didier Flamand                           | Didier Flamand  |                                |
| 1983    | La Manufacture                  | Didier Flamand                           | Didier Flamand  |                                |
| 1983    | Le cadeau de l'empereur         | Giovanna Marini                          | Didier Flamand  |                                |
| 1985-86 | La Nuit d'Irlande               | Bruno Bayen                              | Hélène Vincent  | Festival d'Avignon             |
| 1987    | Allez hop !                     | Pascal Rambert                           | Pascal Rambert  |                                |
| 1988    | Des sentiments soudains         | Jean-Louis Livi                          | Jean Bouchaud   |                                |
| 1989    | Le Chemin solitaire             | Arthur Schnitzler                        | Luc Bondy       |                                |
| 2000    | The Lady of the Camellias       | Alexandre Dumas                          | Alfredo Arias   | Théâtre Marigny                |
| 2002    | Prends bien garde aux zeppelins | Didier Flamand                           | Didier Flamand  | Théâtre national de Chaillot   |
| 2002    | La Grande Roue                  | Václav Havel                             | Marcel Bozonnet | Festival d'Avignon             |
| 2005    | Sous le ciel de Quichotte       | Jean-Claude Carrière & Dorothée Zumstein | Romain Bonnin   |                                |
| 2006    | Manon Lescaut                   | Giacomo Puccini                          | Didier Flamand  |                                |
| 2009    | Le Démon de Hannah              | Antoine Rault                            | Michel Fagadau  | Théâtre des Champs-Élysées     |
| 2012    | The Lady from the Sea           | Henrik Ibsen                             | Claude Baqué    | Théâtre des Bouffes du Nord    |
| 2013    | Nos femmes                      | Éric Assous                              | Richard Berry   | Théâtre de Paris               |

## Filmografía

### Actor
| Year | Title                                 | Role                        | Director                            | Notes                   |
| ---- | ------------------------------------- | --------------------------- | ----------------------------------- | ----------------------- |
| 1973 | George Who?                           | Juste Ollivier              | Michèle Rosier                      |                         |
| 1973 | Bel ordure                            | A Server                    | Jean Marboeuf                       |                         |
| 1974 | The Phantom of Liberty                | The Secretary               | Luis Buñuel                         |                         |
| 1974 | La confession d'un enfant du siècle   | Valentin                    | Claude Santelli                     | TV movie                |
| 1974 | Les Faucheurs de marguerites          | Hubert Latham               | Marcel Camus                        | TV mini-series          |
| 1974 | Le pain noir                          | The Godfather               | Serge Moati                         | TV mini-series          |
| 1975 | India Song                            | The Young Guest             | Marguerite Duras                    |                         |
| 1975 | Tous les jours de la vie              | Leclerc                     | Maurice Frydland                    | TV movie                |
| 1976 | Enfin                                 | The Man                     | Daniel Jouanisson                   | Short                   |
| 1977 | Animal                                | The Cousin                  | Claude Zidi                         |                         |
| 1977 | Les dossiers de l'écran               | Antoine                     | Robert Enrico                       | TV series (1 episodio)  |
| 1978 | The Suspended Vocation                | Jérôme                      | Raúl Ruiz                           |                         |
| 1978 | Poker menteuses et révolver matin     | Didier                      | Christine van de Putte              |                         |
| 1978 | De mémoire d'homme                    | Von Rath                    | Maurice Frydland                    | TV series (1 episodio)  |
| 1979 | Mais ou et donc Ornicar               | Philippe                    | Bertrand Van Effenterre             |                         |
| 1979 | Le pull-over rouge                    | Jean Garnier                | Michel Drach                        |                         |
| 1980 | Mont-Oriol                            | Gontrand de Ravenel         | Serge Moati                         | TV movie                |
| 1980 | Le taciturne                          | The young man               | Jacques Floran                      | TV movie                |
| 1980 | Simon, la royauté du vent             | Simon                       | Paul Planchon                       | TV movie                |
| 1980 | L'enfant dans le corridor             | Pierre                      | Jacques Tréfouel                    | TV movie                |
| 1981 | Un assassin qui passe                 | Edouard                     | Michel Vianey                       |                         |
| 1981 | La revanche                           | The Editor                  | Pierre Lary                         |                         |
| 1982 | La petite fille dans un paysage bleu  | Father                      | Bernard Gesbert                     | TV movie                |
| 1982 | Un moment de bonheur                  | Marc                        | Yves Laumet                         | TV movie                |
| 1982 | Paris-Saint-Lazare                    | Monsieur Belleau            | Marco Pico                          | TV mini-series          |
| 1982 | Cinéma 16                             | Bernard                     | Colette Djidou                      | TV series (1 episodio)  |
| 1983 | Ballade à blanc                       | Maurice Talmain             | Bertrand Gauthier                   |                         |
| 1983 | Le bâtard                             | Jean Triol                  | Bertrand Van Effenterre             |                         |
| 1983 | Stella                                | Xavier                      | Laurent Heynemann                   |                         |
| 1984 | Ne quittez pas                        | The Fireman                 | Sophie Schmit                       | Short                   |
| 1984 | Yalta                                 | Eden                        | Yves-André Hubert                   | TV movie                |
| 1984 | Un seul être vous manque              | Guillaume                   | Jacques Doniol-Valcroze             | TV series               |
| 1985 | Blanche et Marie                      | Orion                       | Jacques Renard                      |                         |
| 1985 | Le deuxième couteau                   | Yan Brique                  | Josée Dayan                         | TV movie                |
| 1985 | Colette                               | Henri De Jouvenel           | Gérard Poitou-Weber                 | TV mini-series          |
| 1985 | Messieurs les jurés                   | Monsieur Ferrière           | Gérard Gozlan                       | TV series (1 episodio)  |
| 1986 | My Brother-in-Law Killed My Sister    | The journalist              | Jacques Rouffio                     |                         |
| 1986 | Le complexe du kangourou              | Jacques Kurland             | Pierre Jolivet                      |                         |
| 1986 | Faire la fête                         | The man                     | Anne-Marie Miéville                 | Short                   |
| 1987 | Wings of Desire                       | The Angel                   | Wim Wenders                         |                         |
| 1987 | La Rusa                               | Juan Altamirano             | Mario Camus                         |                         |
| 1987 | Monsieur Benjamin                     | Maurice                     | Marie-Hélène Rebois                 | TV movie                |
| 1987 | Opération Ypsilon [fr]                | Lebeau                      | Peter Kassovitz                     | TV movie                |
| 1988 | Chocolat                              | Captain Védrine             | Claire Denis                        |                         |
| 1988 | Le cabinet noir des pâles amours      | The Man                     | Catherine Tissier-Ventura           | Short                   |
| 1988 | Le chevalier de Pardaillan            | The Duke of Guise           | Josée Dayan                         | TV series               |
| 1989 | The Hostage of Europe                 | General Bertrand            | Jerzy Kawalerowicz                  |                         |
| 1989 | Blancs cassés                         | François                    | Philippe Venault                    |                         |
| 1989 | Erreur de jeunesse                    | Patrick                     | Radovan Tadic                       |                         |
| 1989 | Navarro                               | Trotsky                     | Patrick Jamain                      | TV series (1 episodio)  |
| 1989 | Le retour d'Arsène Lupin              | The Baron Suares            | Philippe Condroyer                  | TV series (1 episodio)  |
| 1990 | Le bal du gouverneur                  | Charles Forestier           | Marie-France Pisier                 |                         |
| 1990 | Un jeu d'enfant                       | Georges                     | Pascal Kané                         |                         |
| 1990 | Le chemin solitaire                   | Professor Wegrat            | Luc Bondy                           | TV movie                |
| 1990 | Blaues Blut [fr]                      | Jean Merant                 | Robert Young                        | TV mini-series          |
| 1990 | Bordertown                            | Emile Chabrolet             | Daniel Moosmann                     | TV series (1 episodio)  |
| 1991 | Iran : Days of Crisis                 | Sadegh Ghotbzadeh           | Kevin Connor                        | TV movie                |
| 1991 | Red Fox                               | Paul de Vigny               | Ian Toynton                         | TV movie in 2 parts     |
| 1992 | La Crise                              | Monsieur Laville            | Coline Serreau                      |                         |
| 1992 | Krapatchouk                           | Lagachis                    | Enrique Gabriel                     |                         |
| 1992 | Blanc d'ébène                         | Lieutenant Joubert          | Cheik Doukouré                      |                         |
| 1992 | Les années campagne                   | The Father                  | Philippe Leriche                    |                         |
| 1992 | La femme de l'amant                   | Jean-Paul                   | Christopher Frank                   | TV movie                |
| 1992 | Une maman dans la ville               | Garcin                      | Miguel Courtois                     | TV movie                |
| 1992 | L'arbre de la discorde                | Bernard                     | François Rossini                    | TV movie                |
| 1992 | Warburg : A Man of Influence          | Grunfeld                    | Moshé Mizrahi                       | TV mini-series          |
| 1992 | Le Lyonnais                           | Danremond                   | Michel Favart                       | TV series (1 episodio)  |
| 1993 | Rupture(s)                            | Man with the Dog            | Christine Citti                     |                         |
| 1993 | Meurtre en ut majeur                  | Walter Malvern              | Michel Boisrond                     | TV movie                |
| 1993 | Pris au piège                         | Commissioner Anjubault      | Michel Favart                       | TV movie                |
| 1993 | L'interdiction                        | The Minister of Justice     | Jean-Daniel Verhaeghe               | TV movie                |
| 1993 | Les marchands du silence              | Michel                      | François Labonté                    | TV movie                |
| 1994 | I Can't Sleep                         | The Detective               | Claire Denis                        |                         |
| 1994 | Vengeances                            | Commissioner Mathieu        | Miguel Courtois                     | TV movie                |
| 1994 | Un alibi en or                        | Lawyer Costang              | Michèle Ferrand-Lafaye              | TV movie                |
| 1994 | Julie Lescaut                         | Vincent                     | Josée Dayan                         | TV series (1 episodio)  |
| 1995 | L'année Juliette                      | Brett                       | Philippe Le Guay                    |                         |
| 1995 | En avoir (ou pas)                     | Personnel Officer           | Laetitia Masson                     |                         |
| 1995 | Danse avec la vie                     | Philippe                    | Michel Favart                       | TV movie                |
| 1996 | La Belle Verte                        | Politician                  | Coline Serreau                      |                         |
| 1996 | Sortez des rangs                      | The Captain                 | Jean-Denis Robert                   |                         |
| 1996 | L'insoumise                           | Jourdain                    | Nadine Trintignant                  | TV movie                |
| 1996 | J'ai rendez-vous avec vous            | David                       | Laurent Heynemann                   | TV movie                |
| 1996 | Maigret                               | Doctor Vernoux              | Claude Goretta & Christian Karcher  | TV series (1 episodio)  |
| 1997 | Elles                                 | Edgar                       | Luís Galvão Teles                   |                         |
| 1997 | Babiole                               | The Speech Therapist        | Bruno Daniault                      | Short                   |
| 1997 | Viens jouer dans la cour des grands   | Villeneuve                  | Caroline Huppert                    | TV movie                |
| 1997 | Somnia ou le voyage en hypnopompia    | Voice                       | Hélène Guétary                      | TV movie                |
| 1997 | Des gens si bien élevés               | Pierre                      | Alain Nahum                         | TV movie                |
| 1997 | Hors limites                          | The French Consul           | Dennis Berry                        | TV series (1 episodio)  |
| 1998 | Ça ne se refuse pas                   | Marcus                      | Eric Woreth                         |                         |
| 1998 | Un père en plus                       | Hubert                      | Didier Albert                       | TV movie                |
| 1998 | Une femme à suivre                    | Jacques                     | Patrick Dewolf                      | TV movie                |
| 1999 | Quasimodo d'El Paris                  | The Governor                | Patrick Timsit                      |                         |
| 1999 | Le juge est une femme                 | Nonzi                       | Pierre Boutron                      | TV series (1 episodio)  |
| 2000 | Sentimental Destinies                 | Guy Barnery                 | Olivier Assayas                     |                         |
| 2000 | Code Unknown                          | The Director                | Michael Haneke                      |                         |
| 2000 | Most Promising Young Actress          | Belabre                     | Gérard Jugnot                       |                         |
| 2000 | The Crimson Rivers                    | The Dean                    | Mathieu Kassovitz                   |                         |
| 2001 | Les Rois mages                        | The Mother's Friend         | Didier Bourdon & Bernard Campan     |                         |
| 2001 | The Château                           | Jean                        | Jesse Peretz                        |                         |
| 2001 | Ceci est mon corps                    | Gabriel                     | Rodolphe Marconi                    |                         |
| 2001 | Avec préméditation                    | Edouard                     | Bernard Villiot                     | Short                   |
| 2002 | The Race                              | Lino                        | Djamel Bensalah                     |                         |
| 2002 | Merci Docteur Rey                     | The Detective               | Andrew Litvack                      |                         |
| 2002 | If I Were a Rich Man                  | Monsieur Agénor             | Gérard Bitton & Michel Munz         |                         |
| 2002 | Sexes très opposés                    | Gérard                      | Eric Assous                         |                         |
| 2002 | Le juge est une femme                 | Judge Gendreau              | Pierre Boutron                      | TV series (1 episodio)  |
| 2003 | Dissonances                           | Henry                       | Jérôme Cornuau                      |                         |
| 2003 | Dans le rouge du couchant             | Kusnet                      | Edgardo Cozarinsky                  |                         |
| 2003 | Par amour                             | The Comedian                | Yvon Marciano                       | Short                   |
| 2003 | Les Liaisons dangereuses              | The Director                | Josée Dayan                         | TV mini-series          |
| 2003 | Franck Keller                         | Luc Vernet                  | Claude-Michel Rome                  | TV series (1 episodio)  |
| 2004 | The Chorus                            | Old Pépinot                 | Christophe Barratier                |                         |
| 2004 | L'Enquête Corse                       | Dargent                     | Alain Berbérian                     |                         |
| 2004 | The Ex-Wife of My Life                | René                        | Josiane Balasko                     |                         |
| 2004 | Double zéro                           | Pierre de Franqueville      | Gérard Pirès                        |                         |
| 2004 | Princesse Marie                       | Jean                        | Benoît Jacquot                      | TV movie                |
| 2004 | Julie, chevalier de Maupin            | Gaston de Maupin            | Charlotte Brändström                | TV movie                |
| 2004 | Louis Page                            | Father March                | Jean-Daniel Verhaeghe               | TV series (1 episodio)  |
| 2005 | Factotum                              | Pierre                      | Bent Hamer                          |                         |
| 2005 | Love                                  | Jean Mitnick Rochand        | Vladan Nikolic                      |                         |
| 2005 | Travaux, on sait quand ça commence... | Thierry                     | Brigitte Roüan                      |                         |
| 2005 | Imposture                             | Massignon                   | Patrick Bouchitey                   |                         |
| 2005 | Vive la vie                           | The Psy                     | Yves Fajnberg                       |                         |
| 2005 | Vous êtes libre ?                     | Paul                        | Pierre Joassin                      | TV movie                |
| 2005 | Le proc                               | Édouard Grimault            | Claudio Tonetti                     | TV series (1 episodio)  |
| 2005 | Vénus & Apollon                       | Alexandre                   | Pascal Lahmani                      | TV series (2 episodios) |
| 2005 | Les Montana                           | Charles Montana             | Benoît d'Aubert                     | TV series (3 episodios) |
| 2006 | Les Brigades du Tigre                 | Louis Lépine                | Jérôme Cornuau                      |                         |
| 2006 | La Maison du Bonheur                  | The Banker                  | Dany Boon                           |                         |
| 2006 | Jeune homme                           | Hugues Dumoulin             | Christoph Schaub                    |                         |
| 2006 | L'entente cordiale                    | General Mandelieu           | Vincent De Brus                     |                         |
| 2006 | Sentence finale                       | Director of the Psychiatric | Franck Allera                       | Short                   |
| 2006 | La blonde au bois dormant             | Doctor Georges Parrain      | Sébastien Grall                     | TV movie                |
| 2006 | La tempête                            | Christopher                 | Bertrand Arthuys                    | TV movie                |
| 2007 | L'île aux trésors                     | The Buzzard                 | Alain Berbérian                     |                         |
| 2007 | L'affaire Christian Ranucci           | The Bar Tenor               | Denys Granier-Deferre               | TV movie                |
| 2008 | Vincent, le magnifique                | Blackstone                  | Pascal Forney                       | Short                   |
| 2008 | Une maman pour un coeur               | Professor Sarlat            | Patrice Martineau                   | TV movie                |
| 2009 | Don't Look Back                       | Robert                      | Marina de Van                       |                         |
| 2010 | Zenith                                | The Rich Man                | Vladan Nikolic                      |                         |
| 2010 | Coursier                              | Maurice Skjqurilngskwicz    | Hervé Renoh                         |                         |
| 2010 | Double enquête                        | André Costes                | Pierre Boutron                      | TV movie                |
| 2010 | En cas de malheur                     | Marc Guérand                | Jean-Daniel Verhaeghe               | TV movie                |
| 2010 | Frères                                | Lazare                      | Virginie Sauveur                    | TV movie                |
| 2010 | La plus pire semaine de ma vie        | Richard                     | Frédéric Auburtin                   | TV series (2 episodios) |
| 2010 | 1788... et demi                       | Armand du Roy d'Aranson     | Olivier Guignard                    | TV series (3 episodios) |
| 2011 | Let My People Go !                    | André                       | Mikael Buch                         |                         |
| 2011 | Chicken with Plums                    | The Music Master            | Marjane Satrapi & Vincent Paronnaud |                         |
| 2011 | Notre paradis                         | Victor                      | Gaël Morel                          |                         |
| 2011 | Forces spéciales                      | Jacques Beauregard          | Stéphane Rybojad                    |                         |
| 2011 | Une pure affaire                      | Michel                      | Alexandre Coffre                    |                         |
| 2011 | V comme Vian                          | Jean Paulhan                | Philippe Le Guay                    | TV movie                |
| 2011 | Les belles soeurs                     | Yvan                        | Gabriel Aghion                      | TV movie                |
| 2011 | Changer la vie !                      | Jacques Chaban-Delmas       | Serge Moati                         | TV movie                |
| 2011 | À la maison pour Noël                 | Jeff                        | Christian Merret-Palmair            | TV movie                |
| 2012 | Il était une fois, une fois           | Monsieur Detarnaud          | Christian Merret-Palmair            |                         |
| 2012 | Des soucis et des hommes              | Etienne                     | Christophe Barraud                  | TV series (3 episodios) |
| 2013 | L'harmonie familiale                  | René                        | Camille de Casabianca               |                         |
| 2013 | Win Win                               | Schmid                      | Claudio Tonetti                     |                         |
| 2013 | Clownwise                             | Oskar                       | Viktor Taus                         |                         |
| 2013 | Sidney                                | The Man                     | Karan Kandhari                      | Short                   |
| 2013 | Quartier latin                        | Eugène Delaporte            | Michel Andrieu                      | TV movie                |
| 2013 | Rouge Brésil                          | Thévet                      | Sylvain Archambault                 | TV mini-series          |
| 2014 | 1001 Grams                            | Gérard                      | Bent Hamer                          |                         |
| 2014 | The Easy Way Out                      | Chastenet                   | Brice Cauvin                        |                         |
| 2014 | Allure                                | Jean                        | Vladan Nikolic                      |                         |
| 2014 | La guerre des ondes                   | Philippe Henriot            | Laurent Jaoui                       | TV movie                |
| 2014 | Ma pire angoisse                      | Noémie's Father             | Vladimir Rodionov                   | TV series (1 episodio)  |
| 2015 | Forget-you-not                        |                             | Elisabeth Loesch                    |                         |
| 2015 | Parallel Dreams                       | Joseph Cornell              | Aleksandar Kostic                   | Short                   |
| 2015 | Le Dernier Cigare                     | Paul                        | Kevin Haefelin                      | Short                   |
| 2015 | Stavisky, l'escroc du siècle          | The Unknown                 | Claude-Michel Rome                  | TV movie                |
| 2015 | Le passager                           | Jean-Claude Chatelet        | Jérôme Cornuau                      | TV mini-series          |
| 2016 | Back to Mom's                         | Jean                        | Éric Lavaine                        |                         |
| 2016 | The law of Christophe                 | Charles Devaux              | Jacques Malaterre                   | TV movie                |
| 2023 | Little Girl Blue                      | Jorge Semprún               | Mona Achache                        |                         |

### Director
| Año  | Título                   | notas |
| ---- | ------------------------ | --- |
| 1993 | La vis                   | Short Also Writer Anexo:César al mejor cortometraje Brest European Short Film Festival - Best First Work Tampere International Short Film Festival - Best Fiction Nominated - Academy Award for Best Live Action Short Film Nominated - Chicago International Film Festival - Best Short Film |
| 2005 | Tête de gondole          | Short |
| 2010 | The Spirit of Navigation | Short |